# Tótújfalu
Tótújfalu é um município da Hungria, situado no condado de Somogy. Tem 13,27 km² de área e sua população em 2019 foi estimada em 196 habitantes.